# Johann Christoph Pepusch

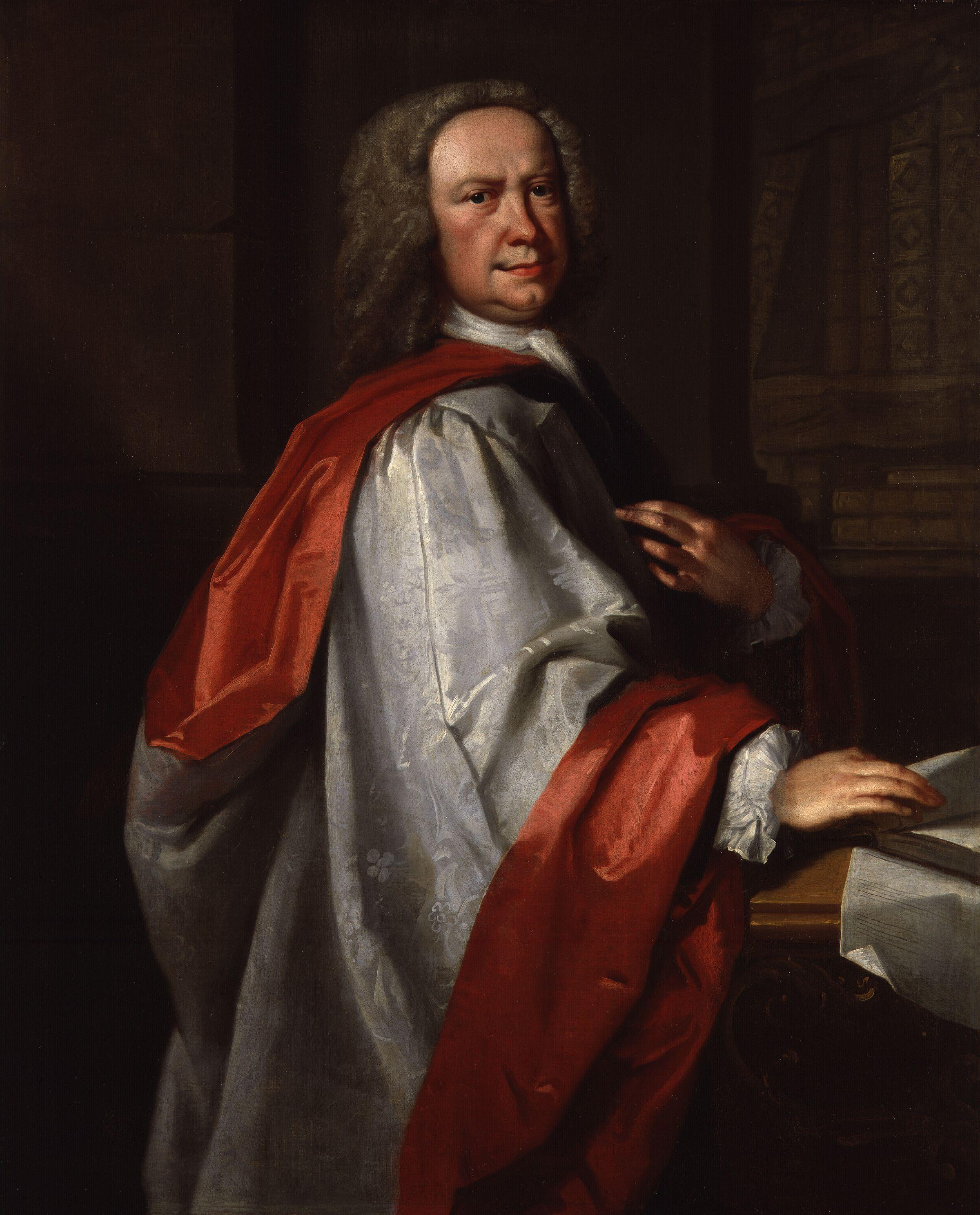
Johann Christoph Pepusch

Johann Christoph Pepusch (ook: John Christopher Pepusch) (Berlijn, 1667 – Londen, 20 juli 1752) was een Engels componist, muziekleraar en muziekwetenschapper van Duitse afkomst.
Pepusch heeft voornamelijk bekendheid gekregen door de ouverture en een aantal songs die hij componeerde voor de operaparodie The Beggar's Opera (1728), die grotendeels door John Gay werd geschreven.
Pepusch werd op 14-jarige leeftijd aan het Pruisische hof aangesteld. Rond 1700 ging hij via Nederland naar Londen.
Hij was een van de oprichters van de in 1710 ontstane Academy of Ancient Music.
In 1715 werd hij tot organist en componist van de kapel van Cannons House benoemd door de hertog van Chandos. Ook was Pepusch jarenlang artistiek leider van het Lincoln's Inn Fields Theatre te Londen.

## Composities
- Concerto's
- Ouvertures
- Songs
- Werken voor blokfluit